# 청하향교
청하향교(淸河鄕校)는 대한민국 경상북도 포항시 북구 청하면 덕성리에 있는 향교이다. 1997년 9월 29일 경상북도의 문화재자료 제328호로 지정되었다.

## 개요
향교는 공자와 여러 성현께 제사를 지내고 지방민의 교육과 교화를 위해 나라에서 세운 교육기관이다.
청하향교는 조선 태조 7년(1398) 서정리에 처음 지었으며, 숙종 39년(1713)에 덕성리로 옮겨 짓는 작업을 시작하여 숙종 42년(1716)에 완공하였다. 그 뒤 헌종 9년(1843)과 1923년 두 차례 보수를 하였다.
현재 남아 있는 건물로는 대성전·명륜당·동재·천화루·신문(내삼문) 등이다. 제사를 지내는 공간인 대성전은 6칸의 규모이며, 안쪽에는 공자를 비롯하여 중국과 우리나라 성현의 위패를 모시고 있다. 학생들이 모여 공부하는 강당인 명륜당은 6칸 규모이고, 학생들의 기숙사인 동재는 5칸, 휴식 공간인 천화루는 4칸 규모이다.
조선시대에는 나라에서 토지와 노비·책 등을 지원받아 학생들을 가르쳤으나, 지금은 교육 기능은 없어지고 제사 기능만 남아 있다.

## 참고 자료
- 청하향교 - 국가유산청 국가유산포털